# Ocvrti zeleni paradižniki
Ocvrti zeleni paradižniki (v izvirniku Fried Green Tomatoes) je naslov filma iz leta 1991, ki je bil posnet po romanu ameriške pisateljice Fannie Flagg z naslovom Fried Green Tomatoes at the Whistle Stop Cafe. 

## Igralska zasedba
| Igralec               | Vloga                           |
| --------------------- | ------------------------------- |
| Kathy Bates           | Evelyn Couch                    |
| Mary Stuart Masterson | Idgie Threadgoode               |
| Mary-Louise Parker    | Ruth Jamison                    |
| Jessica Tandy         | Ninny Threadgoode               |
| Cicely Tyson          | Sipsey                          |
| Chris O'Donnell       | Buddy Threadgoode               |
| Stan Shaw             | Big George                      |
| Gailard Sartain       | Ed Couch                        |
| Timothy Scott         | Smokey Lonesome (kot Tim Scott) |
| Gary Basaraba         | Grady Kilgore                   |
| Lois Smith            | Mama Threadgoode                |
| Jo Harvey Allen       | voditeljica tečaja za ženske    |
| Macon McCalman        | tožilec                         |
| Richard Riehle        | Reverend Scroggins              |
| Raynor Scheine        | Curtis Smoot                    |
| Grace Zabriskie       | Eva Bates                       |
| Reid Binion           | Young Julian                    |
| Nick Searcy           | Frank Bennett                   |

## Povzetek vsebine
Evelyn Couch (Kathy Bates) je gospodinja, ki se sooča s klimakterijem, pomanjkanjem samozavesti in občutenjem nesrečnega zakona. V domu za ostarele, kjer je z možem obiskovala njegovo teto, je Evelyn poznala starejšo gospo Ninny Threadgoode (Jessica Tandy). Ninny ji je ob vsakem obisku pripovedovala svojo zgodbo o življenju v mestecu Whistle Stop v Alabami. Glavna lika te zgodbe sta bili Idgie Threadgoode in Ruth Jamison, prijateljici, ki sta odprli restavracijo Whistle Stop Cafe. Zgodba je močno vplivala na Evelyn, ki je bila sicer nezadovoljna v svojem zakonu. Pripovedovanje o svojeglavi in brezkompromisni Idgie ter lojalni in samostojni Ruth je Evelyn prepričalo, da je tudi sama spremenila svoje življenje in postala samozavestnejša. Med Ninny, za katero se je na koncu izkazalo, da je v bistvu Idgie, in Evelyn se je razvilo pristno prijateljstvo.